# Iglesia de Nuestra Señora de la Estrella (Chucena)
La Iglesia Parroquial de Nuestra Señora de la Estrella es un templo católico que se encuentra en el municipio de Chucena, provincia de Huelva (España). Esta iglesia parroquial esta bajo el patrocinio de la advocación mariana de la Virgen de la Estrella.

## Descripción
Se trata de un edificio de estilo renacentista datado del último tercio del siglo XVIII. Posee una planta de cruz latina, de 30,50m de largo y 8,40m de ancho, y está formado por una sola nave, con una capilla mayor con testero plano. Esta nave se cubre a tres aguas con tejas curvas. En la fachada se abren tres puertas sencillas, la principal a los pies del templo y las otros dos a los laterales enfrentadas entre sí.
La portada es sencilla, compuesta por un arco de medio punto con moldurada rosca, imposta y moldura en clave. A cada lado del arco se encuentran dos pilastras dobladas y cajeadas. El frontón remata la portada, el cual es de forma triangular partida, con pináculos encima de sus vertientes laterales. El centro culmina con el escudo del cabildo catedral de Sevilla, como patrono del templo.
La torre, de base simple, se inspira en el prototipo de la Giralda, acorde a las modas de la región en el siglo XVIII. El campanario está compuesto por dos cuerpos estilísticamente iguales y decrecientes.

## Historia

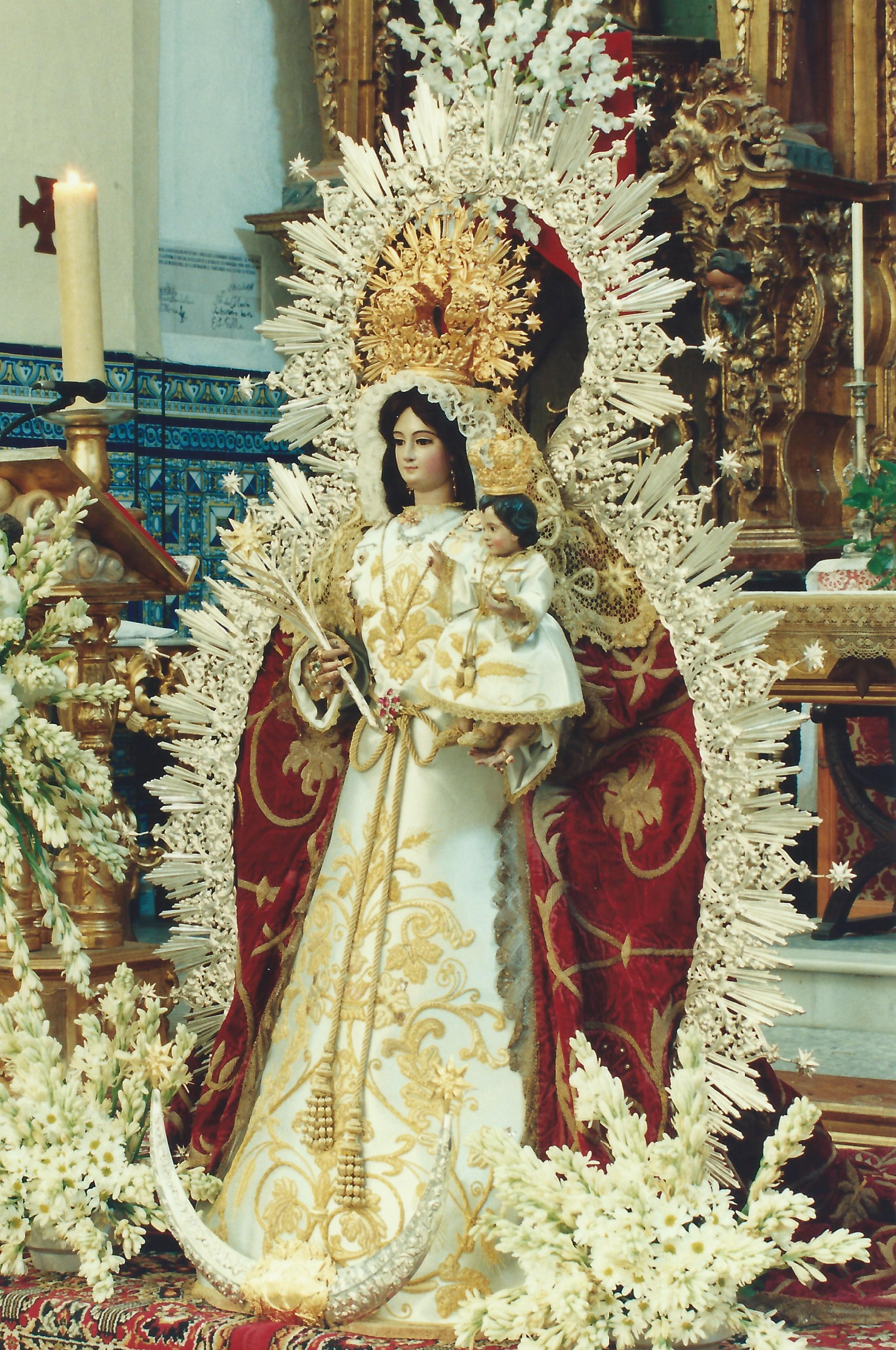
Virgen de la Estrella de Chucena.

En el municipio conviven dos leyendas sobre el origen de la construcción del templo y su advocación mariana:
Por un lado, la recogida por José Alonso Morgado en 1884, quien relata que tras la Reconquista cristiana de la región, los primeros pobladores de Chucena vieron unos destellos de luz que salían de una arboleda. Varios pastores se adentraron en ella, localizando una talla de la Virgen sobre un tronco. Por ello, los vecinos acordaron erigir una capilla en honor a la imagen, a la cual llamaron «de la estrella», por el resplandor que posibilitó su hallazgo, en cuyo lugar posteriormente se ubicaría el actual templo.
La otra leyenda cuenta que unos trabajadores tras volver del campo, observaron una estrella sobre la copa de una encina, la cual desapareció al acercarse. A la  noche, un joven pastor sordomudo que pasaba por aquel lugar, volvió a ver aquella estrella. Al acercarse, halló una imagen de la Virgen que llevó a su casa. Tras recoger el ganado, volvió y la imagen ya no estaba, por lo que regresó a la encina. En ese momento se produce el milagro de la aparición de la Virgen María, que lo curó de su enfermedad. El pastor regresó corriendo hasta Alcalá de la Alameda para contar lo sucedido a los vecinos, quienes acudieron al lugar, recogieron la imagen y acordaron levantar allí una iglesia en su honor.